# Hit The Freeway
Singles de Toni Braxton featuring Loon
Christmas In Jamaica
(2001) Please
(2005)
Hit The Freeway est une chanson de la chanteuse Toni Braxton en featuring avec Loon, sortie le 15 octobre 2002. Elle paraît en tant que premier single unique physique (hors vinyle), extrait de l'album More Than a Woman. Elle est écrite par Pharrell Williams, Loon, et composée par The Neptunes.
Hit The Freeway est un morceau R&B aux influences Hip-hop, produit par le groupe de producteurs The Neptunes, qui dévoile un refrain assez dur « Adieu mon seul et unique, rien d'autre ici peut être fait, je ne veux plus jamais vous revoir », mais assez accrocheur de par sa mélodie. La chanson culmine à la 86e place du Billboard Hot 100, à la 32e position du Hot R&B/Hip-Hop Songs et à la seconde place du Hot Dance Club Play.
Le vidéoclip qui illustre la chanson est réalisé par Dave Meyers et Charles Infante. Elle y dévoile Toni en train de rouler en voiture, s'arretant sur pont pour danser avec ses danseuses alternant des scènes ou elle chante avec le rappeur Loon.

## Pistes et formats
CD single (version américaine)
1. Hit the Freeway (Radio Edit) – 3:48
2. Hit the Freeway (Extended Version) – 6:27
3. And I Love You – 4:02
4. Maybe (HQ² Radio Mix) – 3:19
5. Hit the Freeway (Enhanced Video)

CD single (version britannique/européenne)
1. Hit the Freeway (Radio Edit) – 3:48
2. Hit the Freeway (Goldtrix Remix) – 7:28
3. Hit the Freeway (Beatzworkin' Remix) – 5:58
4. Hit the Freeway (Enhanced Video)

Versions officielles
1. Hit the Freeway (Album Version) – 4:47
2. Hit the Freeway (Acapella) – 4:47
3. Hit the Freeway (Instrumental) – 4:47
4. Hit the Freeway (Extended Version) – 6:27
5. Hit the Freeway (Radio Edit) – 3:48
6. Hit the Freeway (Radio Edit - No Rap) – 3:28
7. Hit the Freeway (Instrumental) – 4:47
8. Hit the Freeway (Hex Hector Club Vocal) – 8:35
9. Hit the Freeway (Hex Hector Radio Edit) – 4:03
10. Hit the Freeway (Pound Boys Club Mix) – 8:00
11. Hit the Freeway (Goldtrix Club Edit) – 7:28
12. Hit the Freeway (Goldtrix Dub Edit) – 7:28
13. Hit the Freeway (Beatzworkin' Remix) – 5:58
14. Hit the Freeway (Sonik Gurus Mix) – 4:53

## Classements
| Classement (2002-2003)               | Meilleure position |
| ------------------------------------ | ------------------ |
| Allemagne                            | 56                 |
| Australie                            | 46                 |
| Belgique (Flandre)                   | 3                  |
| Belgique (Wallonie)                  | 1                  |
| Canada                               | 31                 |
| Danemark                             | 6                  |
| Royaume-Uni                          | 29                 |
| Suède                                | 40                 |
| Suisse                               | 38                 |
| US Hot 100 (Billboard)               | 86                 |
| US Hot Dance Club Songs (Billboard)  | 2                  |
| US Hot R&B/Hip-Hop Songs (Billboard) | 32                 |